# Чемоданов, Андрей Петрович
Андре́й Петро́вич Чемода́нов (1881, Астрахань — 1970) — мастер по изготовлению бильярдных столов и бильярдного оборудования, тренер по бильярду. Личный тренер Иосифа Сталина с 1927 года до смерти диктатора в 1953 году.

## Биография
Андрей Чемоданов родился в 1881 году в районе Старой пристани Астрахани. Окончил четыре класса церковно-приходской школы. По словам Георгия Митасова, который почти семнадцать лет был учеником Андрея Чемоданова, мальчик с детства помогал отцу, рабочему мебельной фабрики, который и приобщил его к бильярду и изготовлению бильярдных столов, киев и вытачиванию шаров.
Вскоре семья переехала в Баку, где Андрей был принят на работу на самую большую мебельную фабрику города и затем в неполные шестнадцать лет был назначен старшим мастером модельного цеха. Недельная зарплата Чемоданова в это время была равна стоимости двух с половиной коров. После того как Чемоданов сделал молодому хозяину мебельной фабрики бильярдный кий вместо сломанного, он полностью переключился на изготовление бильярдных столов и бильярдного оборудования, включая вытачивание шаров из слоновой кости, и в этом качестве стал известен в Российской империи.
После Октябрьского переворота возглавил мебельную фабрику в Баку, на которой работал, а во второй половине 1920-х годов был приглашён Народным комиссариатом иностранных дел СССР в Москву, где фактически стал главным государственным мастером по изготовлению и обслуживанию бильярдных столов и бильярдного оборудования. Чемоданов ухаживал за бильярдными столами в Совете министров СССР и Центральном комитете КПСС. Был личным тренером Иосифа Сталина с 1927 года до смерти советского политика в 1953 году, а также тренером его детей Василия и Светланы.
Георгий Митасов утверждал, что Чемоданов, окончивший четыре класса церковно-приходской школы, «знал не просто игровую геометрию, а вообще геометрию как раздел математики и саму математику». Чемоданов давал уроки Сталину один-два раза в неделю. Сталин, по словам Чемоданова в пересказе Митасова, несмотря на физические недостатки, всерьёз увлекался бильярдом.
Чемоданов показывал, как Сталин клал кий на стол, потом брал правой рукой левую и укладывал её на стол, а она не слушалась, просто лежала. Так вот, он палец слегка выставлял и играл правой. По словам тренера, Сталин выигрывал почти у всех, и нетрудно догадаться почему. На всех сталинских дачах — и ближней, и дальней — имелись отличные бильярдные столы. Но особенно ему нравился стол, который сделал именно Чемоданов.
Умер в 1970 году.